# Jesse Eisenberg
Jesse Eisenberg (født 5. oktober 1983 i Queens, New York i USA) er en amerikansk skuespiller. 
Eisenberg har blandt andet medvirket i filmene Adventureland, The Squid and the Whale, Zombieland og spiller rollen som Mark Zuckerberg i dramafilmen The Social Network fra 2010.

## Filmografi
| År   | Titel                              | Rolle                                             | Noter |
| ---- | ---------------------------------- | ------------------------------------------------- | --- |
| 2002 | Roger Dodger                       | Nick                                              | |
| 2002 | The Emperor's Club                 | Louis Masoudi                                     | |
| 2004 | The Village                        | Jamison                                           | |
| 2005 | The Squid and the Whale            | Walt Berkman                                      | |
| 2005 | Cursed                             | Jimmy Myers                                       | |
| 2007 | The Education of Charlie Banks     | Charlie Banks                                     | |
| 2007 | The Hunting Party                  | Benjamin Strauss                                  | |
| 2007 | One Day Like Rain                  | Mark                                              | |
| 2007 | The Living Wake                    | Mills Joaquin                                     | |
| 2009 | Some Boys Don't Leave              | Boy                                               | Short film |
| 2009 | Adventureland                      | James Brennan                                     | |
| 2009 | Beyond All Boundaries              | Lt. Fiske Hanley / Sgt. Benjamin McKinney (voice) | Short film |
| 2009 | Zombieland                         | Columbus                                          | |
| 2010 | Holy Rollers                       | Sam Gold                                          | |
| 2010 | Camp Hell                          | Daniel Jacobs                                     | |
| 2010 | Solitary Man                       | Daniel Cheston                                    | |
| 2010 | The Social Network                 | Mark Zuckerberg                                   | Boston Society of Film Critics Award for Best Actor Houston Film Critics Society Award for Best Actor National Board of Review Award for Best Actor National Society of Film Critics Award for Best Actor Toronto Film Critics Association Award for Best Actor Nominated — Academy Award for Best Actor Nominated — Alliance of Women Film Journalists Award for Best Actor Nominated — BAFTA Award for Best Actor in a Leading Role Nominated — Broadcast Film Critics Association Award for Best Actor Nominated — Chicago Film Critics Association Award for Best Actor Nominated — Detroit Film Critics Society Award for Best Actor Nominated — Golden Globe Award for Best Actor – Motion Picture Drama Nominated — London Film Critics Circle Award for Actor of the Year Nominated — Online Film Critics Society Award for Best Actor Nominated — San Diego Film Critics Society Award for Best Actor Nominated — Satellite Award for Best Actor – Motion Picture Drama Nominated — Screen Actors Guild Award for Outstanding Performance by a Male Actor in a Leading Role Nominated — Screen Actors Guild Award for Outstanding Performance by a Cast in a Motion Picture Nominated — St. Louis Gateway Film Critics Association Award for Best Actor Nominated — Vancouver Film Critics Circle Award for Best Actor Nominated — Washington D.C. Area Film Critics Association Award for Best Actor |
| 2011 | Rio                                | Blu (voice)                                       | |
| 2011 | 30 Minutes or Less                 | Nick Davis                                        | |
| 2012 | Why Stop Now                       | Eli Bloom                                         | |
| 2012 | Free Samples                       | Tex                                               | |
| 2012 | To Rome with Love                  | Jack                                              | |
| 2013 | He's Way More Famous Than You      | Sig selv                                          | |
| 2013 | Now You See Me                     | J. Daniel Atlas                                   | |
| 2013 | Night Moves                        | Josh Stamos                                       | |
| 2013 | The Double                         | Simon James / James Simon                         | |
| 2014 | Rio 2                              | Blu (voice)                                       | |
| 2015 | The End of the Tour                | David Lipsky                                      | |
| 2015 | Louder Than Bombs                  | Jonah                                             | |
| 2015 | American Ultra                     | Mike Howell                                       | |
| 2016 | Batman v Superman: Dawn of Justice | Lex Luthor                                        | Golden Raspberry Award for Worst Supporting Actor Nomineret — Teen Choice Award for Choice Movie Villain |
| 2016 | Café Society                       | Bobby Dorfman                                     | |
| 2016 | Now You See Me 2                   | J. Daniel Atlas                                   | |
| 2017 | Justice League                     | Lex Luthor                                        | Cameo |
| 2018 | The World Before Your Feet         | Executive producer                                | |
| 2018 | The Art of Self-Defense            | Casey                                             | |
| 2018 | The Hummingbird Project            | Vincent Zaleski                                   | |
| 2019 | Resistance                         | Marcel Marceau                                    | Præ-produktion |
| TBA  | Vivarium                           | TBA                                               | Præ-produktion |
| 2019 | Zombieland: Double Tap             |                                                   | |